# Добривое Радосавлевич
Добривое Радосавлевич (на сръбски: Добривоје Радосављевић) с псевдоним Боби е югославски партизанин и политик от Югославия, народен герой на Югославия и герой на социалистическия труд.

## Биография
Роден е на 28 януари 1915 година в град Княжевац. Завършва гимназия в Зайчар. През 1933 година влиза в ЮКП, а същото година става секретар на СКМЮ в университета, където учи. Осъден е на следващата година на 3 години затвор, които излежава в Сремска Митровица. Излиза на свобода през 1937 година и става член на Покрайненския комитет на СКМЮ за Сърбия, а от на следващата година е член на ЦК на СКМЮ. През първата половина на 1940 година е назначен за секретар на Окръжния комитет на ЮКП за Зайчар.
През юли 1941 година става инструктор на Покрайненския комитет на ЮКП за Сърбия и организира първите партизански отряди в Тимочкия край, а от средата на 1942 година е инструктор на ЦК на ЮКП за Македония, пост на който остава до края на войната. На 2 ноември 1942 година отговаря на запитването на Централния комитет на Югославската комунистическа партия защо подписва възвание на Покрайненския комитет на партията в Македония с името Македонска комунистическа партия, заявявайки, че подписа съдържащ „Югославия“ просто прави невъзможна мобилизацията на македонското население в единен фронт заради страха му от Югославия, а на 24 ноември казва, че партията, подписвайки се като „ЮКП“, съзнателно или не отблъсва местното население, обявявайки, че му отрича правото на самоопределение. Докато с името „Македонска“ ще може да третира като свои традициите на Илинденците и ВМРО, представяйки конкурентна идея на тези за обединение на всички Българи в една държава и Македония като втора Българска държава. Съветът му е приет от партийното ръководство и изпратения от Тито в Македония Светозар Вукманович - Темпо на 13 март 1943 година преобразува почти разложения Покрайненски комитет на партията за Македония в автономна Македонска комунистическа партия.В качеството си на инструктор участва в Преспанското съвещание на комунистическата съпротива в Македония.
От началото на 1945 година е избран за секретар на градския комитет на ЮКП в Белград и член на Политбюро на Покрайненския комитет на ЮКП за Сърбия. В периода 1966-1968 година е председател на ЦК на Съюза на комунистите на Сърбия и член на Председателство на ЦК на ЮКП. Жени се два пъти - първия път за югославската партизанка от Македония Веселинка Малинска, а втория път за Неделяна Радосавлевич.
Носител е на Партизански възпоменателен медал 1941 година. През 1953 година е награден с орден Народен герой на Югославия, а от 1980 година и с орден Герой на Социалистическия труд.